# Haico
Haico (em armênio: Հայկ; romaniz.: Hayk, Haik ou Haig), também conhecido como Haico Naapetes (em armênio/arménio:  Հայկ Նահապետ, transl. Haico, o Patriarca), é o lendário patriarca e fundador da Nação Armênia. Sua história é contada na História da Armênia atribuída ao historiador armênio Moisés de Corene e na História Primária tradicionalmente atribuída a Sebeos. Fragmentos da lenda de Haico também são preservados nas obras de outros autores, bem como na tradição popular armênia.

## Etimologia
O nome do patriarca, Haico (Հայկ), não é exatamente homófono com o nome armênio para "Armênia", Haiqueʻ (Հայք). Em armênio clássico, Haique é o plural nominativo de hai (հայ), a palavra armênia para "armênio". Thomson considera a etimologia de Haique (Հայք) de Haico (Հայկ) impossível, outros estudiosos consideram a conexão entre os dois óbvia e derivam Haico de hai/Haique por meio do sufixo -ique. Armen Petrosian propõe uma possível conexão entre o nome Haico e o proto-indo-europeu *poti- "mestre, senhor, dono da casa, marido".  A historiografia armênia da era soviética conectou Haico e Hai com Haiassa, um povo mencionado em inscrições hititas. Alguns autores derivam Haico e hai de Haldi, o deus principal do panteão urartiano, e também identificam Haico com a divindade urartiana.
A palavra armênia haicacã (em armênio/arménio:  հայկական, transl. "aquilo que pertence aos armênios") deriva do nome Haico. Além disso, os nomes poéticos da nação armênia, Haicazun (հայկազուն) ou Haicazn (հայկազն, que consiste em Haico e azn "geração, nação, tribo"), também derivam de Haico (Haicazn/Haicaz mais tarde se tornou um nome masculino entre os armênios).

## Genealogia
Integrando a tradição armênia à tradição bíblica, Moisés de Corene descreve Haico como descendente de Noé por meio do filho deste, Jafé: "Jafé gerou Gômer; Gômer gerou Tiras; Tiras gerou Togarma; Togarma gerou Haico". Os descendentes de Haico por meio de seu filho Armenaco (Aramaneaque / Armanaque) estão listados a seguir: "Armenaco gerou Arameis; Arameis gerou Amásia; Amásia gerou Gelâmio; Gelâmio gerou Harmai; Harmai gerou Arã, Arã gerou Ara, o Belo". Os outros filhos de Haico, de acordo com Moisés, foram Cor e Manavazo. Moisés também dá os nomes de vários outros descendentes de Haico (Haicazunis, "da linhagem de Haico", também conhecidos como haíquidas, como Sisaque, Escaiordi, Paruir e Vaé, alguns dos quais identifica como reis da Armênia.
Em referência à descendência de Haico de Togarma, as fontes armênias medievais às vezes se referiam à Armênia como T'orgoma tun ("Casa de Togorma") e aos armênios como T'orgomyan azg ("o povo de Togorma"). A conexão entre Haico e os descendentes de Noé foi criada por autores cristãos após a cristianização da Armênia, a fim de conectar os armênios à narrativa bíblica da história humana. Na história da Geórgia atribuída a Juanxer, Haico também é identificado como filho de Togarma e descrito como "príncipe dos sete irmãos e esteve a serviço do gigante Ninrode (Nebrovt'), que primeiro governou o mundo inteiro como rei". (cf. Crônicas georgianas)
Um dos descendentes mais famosos de Haico, Arã (cujo nome Moisés supõe ser a origem do nome Armênia), estabeleceu-se na Armênia Oriental vindo do reino de Mitani (Armênia Ocidental), quando Sargão II menciona um rei de parte da Armênia que tinha o nome (armênio-indo-iraniano) Bagatadi (que, assim como "Teodoro", de origem grega, e "Jônatas", de origem hebraica, significa "dado por Deus").

## Herdeiros
Segundo Moisés de Corene e outros historiadores armênios, a família principesca dos Haicazunis descende de Haico. O último representante daquela nobre dinastia, o rei Vaé morreu em Gaugamela, enquanto defendia Haique da invasão de Alexandre, o Macedônio.
A Lista das gerações de Jafé foi definida e proposta por Moisés de Corene como uma alternativa às listas etnológicas do Antigo Testamento, porque o historiador reclama: "O Livro Sagrado, tendo escolhido os seus próprios (judeus) como sua própria nação, abandonou os outros como desprezíveis e indignos de sua nomeação... (acrescentando) os descendentes de nosso Jafé não o são de forma alguma.". Corene propôs sua própria lista da etnologia do filho de Noé, Jafé, acrescentando que é mais confiável do que as listas da seção Gênesis, porque os descendentes de Jafé estão faltando lá. Ao contrário dos historiadores que escreveram histórias antes e depois dele, o historiador lista honestamente quais fontes ele usou ao verificar a etnologia de  Jafé: Abideno, Cefalão, literatura grega e as listas de genealogia na seção de Gênesis do Antigo Testamento não têm fontes confiáveis. Começando por Corene, todos os historiadores armênios deixaram inalterada a "etnologia começando com Jafé", incluindo os líderes de Haicazun dos "primeiros haiquianos", de Haico a Ara, o Belo. Segundo Corene, uma série de clãs nobres armênios consideram Haico Naapetes como o início de suas origens. Entre eles estão Besnúnio, Corcorúnio, Vanúnio, Varasnúnio, arranxaíquidas e outros. Alguns dos cientistas modernos recusam-se a considerar Haico como uma pessoa puramente mítica e tendem a apresentá-lo como outro rei arménio que deu uma grande contribuição para a preservação e difusão do sistema de valores armênio.

## Lenda

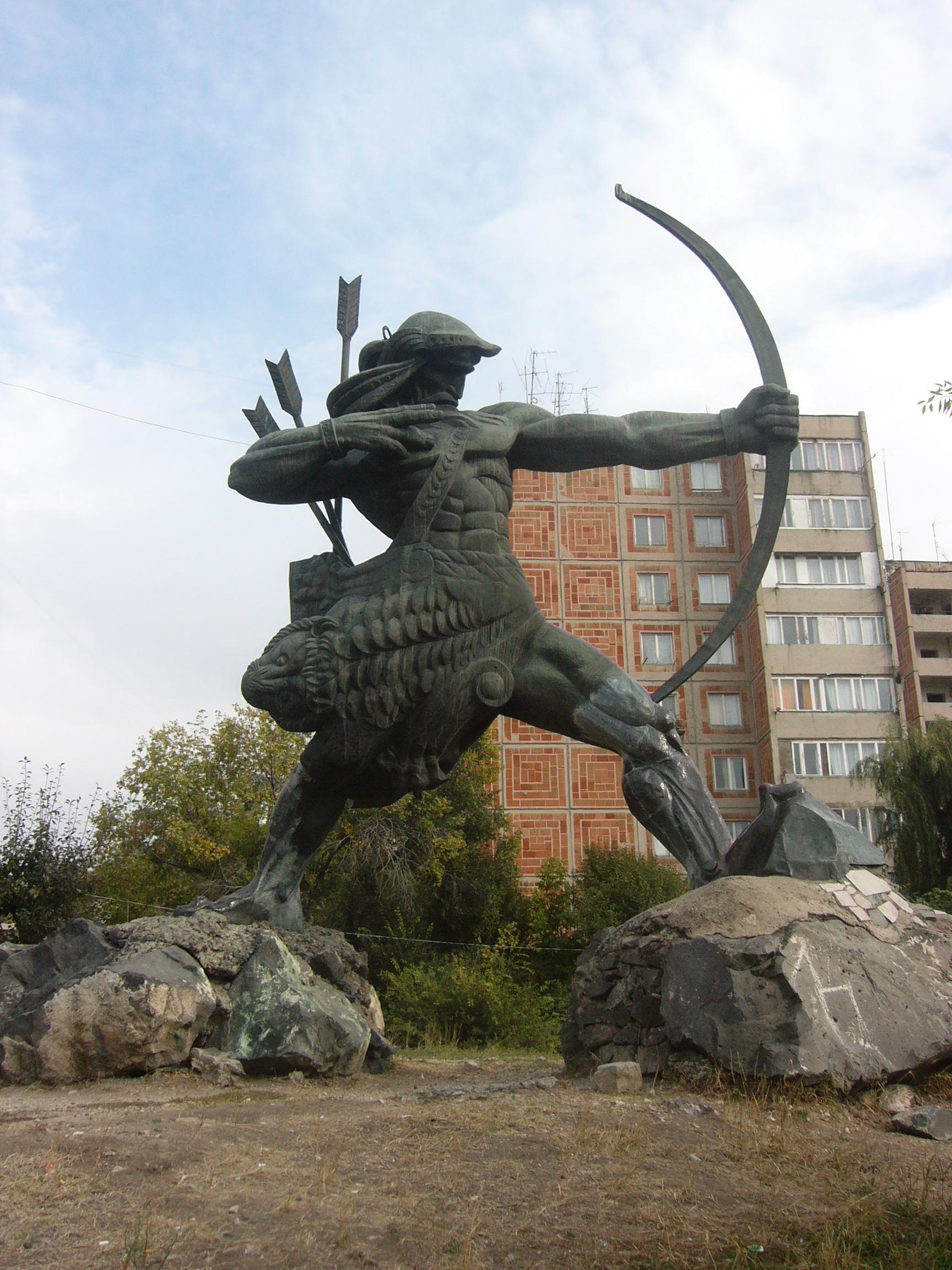
Estátua de Haico em Erevã, Armênia

De acordo com os relatos de Moisés de Corene e da anônima História Primária, Haico lutou contra e matou o tirânico rei babilônico Belo (em latim: Belus). Dependendo da tradição mitológica, Belo pode se referir a um deus simbólico da guerra babilônico/acadiano ou ao fundador mítico da Babilônia. Moisés identifica Belo com o Ninrode bíblico e fornece uma lista de seus ancestrais e sucessores, com base na Bíblia e em Abideno por meio das obras de Eusébio. Belo pode simbolizar a dinastia gútia da Suméria, que governou os remanescentes de Acádia como um poder tirânico durante a Idade das Trevas da Mesopotâmia, depois que o Império Acádio se desfez em 2 154 a.C..[carece de fontes?]

No relato de Moisés de Corene (que ele afirma ter aprendido com os escritos de Mar Abas Catina), Haico, filho de Torgom, teve um filho chamado Armenaco enquanto vivia na Babilônia. Depois que o arrogante Titânida Belo se tornou rei de tudo, Haico emigrou para a região próxima ao Monte Ararate com sua família, servos, seguidores e cerca de 300 guerreiros e fundou uma aldeia chamada Haicaxen. No caminho, ele havia deixado um destacamento em outro assentamento com seu neto Cadmo. Belo enviou um de seus filhos para pedir que ele retornasse, mas Haico se recusou. Belo decidiu marchar contra ele com uma força maciça, mas Haico foi avisado com antecedência por Cadmo sobre sua aproximação. Ele reuniu seu próprio exército ao longo da margem do Lago de Vã e disse a eles que deveriam derrotar e matar Bel, ou morrer tentando fazê-lo, em vez de se tornarem seus escravos.
Haico era um homem bonito e amigável, com cabelos encaracolados, olhos brilhantes e braços fortes. Era um homem de estatura gigantesca, um poderoso arqueiro e guerreiro destemido. Haico e seu povo, desde a época de seus antepassados Noé e Jafé, haviam migrado para o sul, em direção às terras mais quentes perto da Babilônia. Naquela terra governava um gigante perverso, Bel. Belo tentou impor sua tirania ao povo de Haico. Mas o orgulhoso Haico se recusou a se submeter a Bel. Assim que seu filho Armenaco nasceu, Haico se levantou e conduziu seu povo para o norte, para a terra de Ararad. No sopé da montanha, ele construiu uma aldeia e deu-lhe seu nome, chamando-a de Haicaxen.
Moisés de Corene, História da Armênia I.10-12

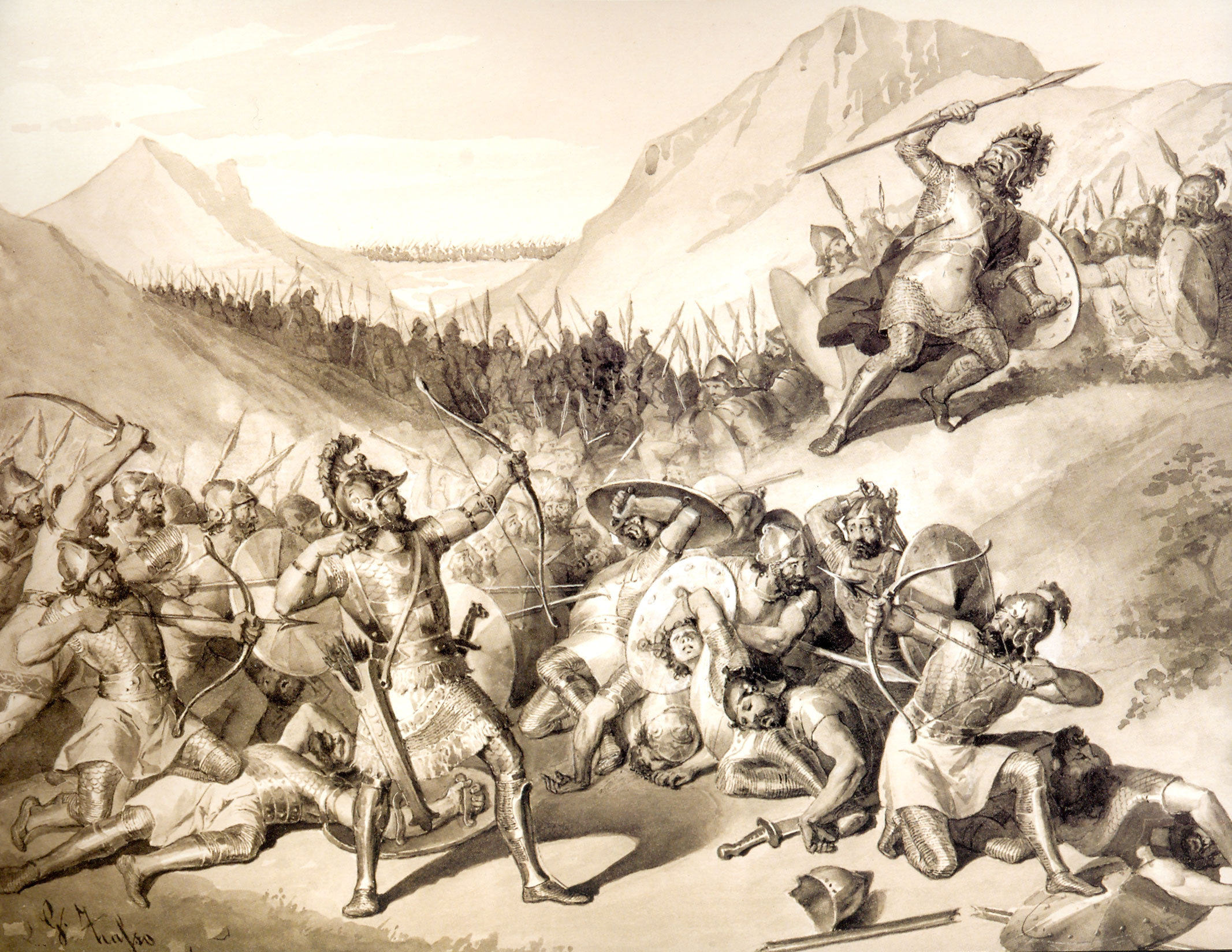
Haico derrota Belo com uma flecha

Moisés escreve que os exércitos de Haico e Belo se enfrentaram perto do Lago de Vã "em uma planície entre montanhas muito altas". O rei Belo estava inicialmente na vanguarda, mas vendo que o resultado da batalha era incerto, ele se retirou para uma colina para aguardar a chegada do resto de seu exército. Vendo isso, Haico matou Belo com um tiro quase impossível usando seu arco longo, deixando as forças do rei em desordem. Haico chamou a colina onde Belo caiu com seus guerreiros de Gerezmanque, que significa "túmulos". Ele embalsamou o cadáver de Belo e ordenou que fosse levado para Harque, onde deveria ser enterrado em um lugar alto, à vista das esposas e dos filhos do rei. Logo depois, Haico estabeleceu a fortaleza ou assentamento dartacerta (propriedade rural) de Haique ou Haicaberde no local da batalha, o que, segundo Moisés de Corene, explica por que o gavar é chamado Haiots Zor ("O Vale dos Armênios") e o país dos armênios é chamado Haique.
Os estudiosos dos séculos XVIII e XIX, Ghevont Alishan e Mikael Chamchian, usando métodos diferentes, calcularam a data da batalha mítica (também conhecida como Diutsaznamarte, em armênio/arménio:  Դյուցազնամարտ, transl. "Batalha dos Gigantes") entre Haico e Belo como tendo sido em 11 de agosto de 2492 ou 2 107 a.C., respectivamente.

## Mitologia comparada
Armen Petrosian descreve Haico como "uma figura épica complexa que combina as características do deus criador, do pai e patriarca dos deuses, do deus do trovão e do deus da guerra", derivada de arquétipos indo-europeus e influenciada pela mitologia do Oriente Próximo. Haico é um herói cultural e uma figura fundadora etiológica, como Assur para os assírios, por exemplo. A figura assassinada pela flecha de Haico é variadamente atribuída a Belo ou Ninrode. Haico também é o nome da constelação de Órion na tradução armênia da Bíblia. A fuga de Haico da Babilônia e sua eventual derrota de Belo foram comparadas à fuga de Zeus para o Cáucaso e à eventual derrota dos Titãs. Petrosian considera a divindade indiana Rudra a figura mitológica mais semelhante a Haico. Ambos estão associados à constelação de Órion, ambos têm descendentes ou seguidores com o mesmo nome (Hais e Rudras) e ambos são arqueiros que matam seus inimigos com uma flecha.